# Karl Ludwig von Ascheberg zu Venne
Karl Ludwig von Ascheberg zu Venne (* 18. Juni 1744 in Venne; † 31. Dezember 1795 in Münster) war Domherr in Hildesheim und Vertreter im Landtag des Hochstifts Münster.

## Leben
Als Sohn des Ernst Friedrich von Ascheberg zu Venne und seiner Gemahlin Sophia Ursula Droste zu Füchten (1707–1771) wuchs Karl Ludwig zusammen mit seinen Geschwistern Ursula Sophia (Äbtissin in Nottuln) und Johann Matthias Kaspar in der uralten westfälischen Adelsfamilie von Ascheberg auf.
Im Jahre 1765 erhielt Karl Ludwig eine Dompräbende in Münster, nachdem sein Bruder Johann Matthias verzichtet hatte. Es schloss sich ein Studium in Reims an. 1772 erhielt er eine Präbende in Hildesheim. Mit der Aufschwörung zur Münsterschen Ritterschaft am 14. Januar 1777 gehörte er dem Landtag des Hochstifts Münster. Er wurde Deputierter des Domkapitels bei der Straßenbaukommission und bei der Landschaftspfennigkammer. 1793 wurde ihm der Titel eines Geheimen Rates verliehen.
Er war Subdiakon und wurde im Dom zu Münster begraben.